# تأمل ميتا
تأمل ميتا maitrī ((بالسنسكريتية: मैत्री)‏) هي الحنان الناشئ عن الحب والمودة  والنزعة إلى الخير  والوئام  والصداقة وحسن النية والطيبة والوحدة الذهنية الوثيقة (نفس الموجة الذهنية) والاهتمام الفعال بالآخرين. وهي واحدة من سمات الكمال (pāramī) العشر في مدارس ثيرافادا من المدارس البوذية، وأولى الحالات السامية الأربع (Brahmavihāras). هذا هو الحب دون تشبث (upādāna).
وزراعة الحنان الناشئ عن الحب (mettā bhāvanā) هو شكل شائع من أشكال التأمل في البوذية. وفي تقاليد الثيرافادا البوذية، تبدأ هذه الممارسة بقيام المتأمل بزراعة الحنان الناشئ عن الحب تجاه أنفسهم، ثم أحباب المرء وأصدقائه ومعلميه والأشخاص الغرباء والأعداء، وفي النهاية تجاه جميع الكائنات الحساسة. وفي تقاليد بوذية منطقة التبت، ترتبط هذه الممارسة بالعطاء والأخذ (منح)، والتي بموجبها يُخرج («يرسل») السعادة ويأخذ («يتلقى») المعاناة. كما يمارس البوذيون في منطقة التبت التأمل الخاص بـ Brahmavihāras، والذي يُسمى أيضًا الفضائل الأربع غير القابلة للقياس، التي تُسمى في بعض الأحيان «التأمل العاطفي»
إن «التأمل العاطفي» هو مجال علمي معاصر يبين فاعلية ميتا والممارسات التأملية ذات الصلة.

## الأساليب الأساسية
عادة ما تتم التوصية بممارسة تأمل ميتا لأتباع بوذا في شريعة بالي التي يبلغ عمرها 2500 عام. وهذه الشريعة تنصح بشكل عام بنشر تأمل ميتا في كل اتجاه من الاتجاهات الستة، إلى كل الكائنات كائنة ما كانت. وتوجد مجموعة مختلفة من الإرشادات العملية، التي لا تزال تُستخدم على نطاق واسع اليوم، في مذهب مسار الكمال (Visuddhimagga). علاوة على ذلك، تم تعميم الاختلافات في هذه الممارسة التقليدية بواسطة المعلمين المعاصرين وتطبيقها في البيئات البحثية الحديثة.

### إرشادات مذهبمسار الكمال
إن الإرشادات المعاصرة لترسيخ الحنان الناشئ عن الحب - مثل تلك الموجودة في أعمال شارون سالزبيرغ ووكامالاشيلا الخاص بمجتمع تريراتنا البوذي وماتيو ريكارد  - عادة ما تقوم جزئيًا على طريقة توجد في النص التفسيري الخاص بـ بودهغوسا (Buddhaghosa) في القرن الخامس الخاص في بالي، المسار إلى الكمال (Pali:Visuddhimagga)، الفصل التاسع.
ويُعرف هذا النهج التقليدي على نطاق واسع بتحديد المراحل المتعاقبة من التأمل التي يقوم خلالها المرء بترسيخ الحنان الناشئ عن الحب بشكل تدريجي نحو:
1. النفس[15]
2. صديق جيد[16]
3. شخص «محايد»
4. شخص صعب المراس[17]

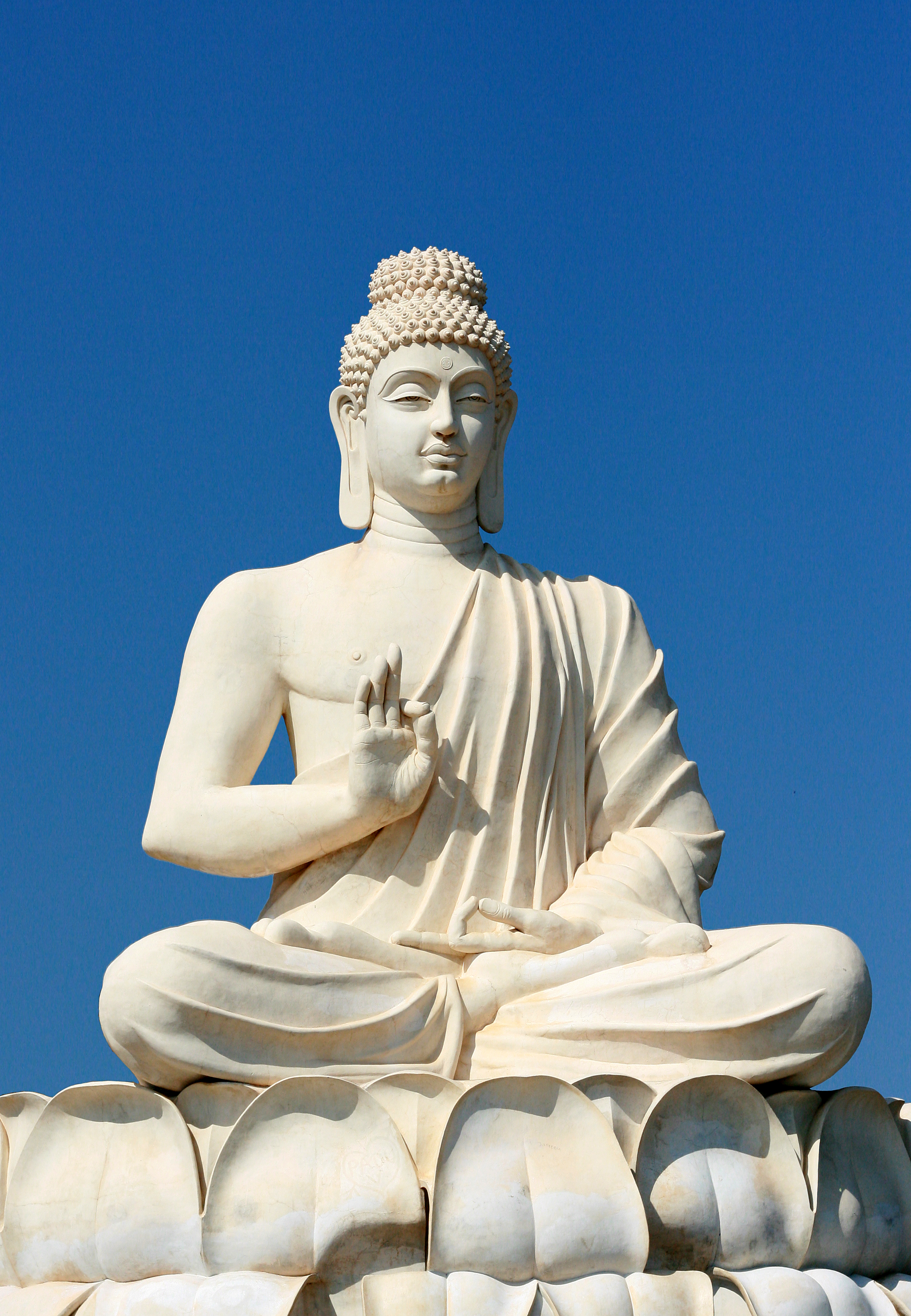
بوذا يرسل الحب لجميع الكائنات.

5. كل الشخصيات الأربع السابقة متساوون[18][19]
6. وبالتالي تدريجيًا كل الكون[20]

## وصلات خارجية
- Brahmavihara Dhamma by Mahasi Sayadaw
- An essay on metta by Acharya Buddharakkhita
- The Metta Sutta نسخة محفوظة 23 أبريل 2015 على موقع واي باك مشين.
- Unconditional Love
- Dharma Dictionary - RangjungYesheWiki - Byams Pa / Maitri
- Facets of Metta by Sharon Salzberg
- Online Metta Contemplation
- Metta meditation, sutta and chanting - mobile
- Mattheiu Ricard talks about his life-long practice of Compassion Meditation